# Parafia Najświętszego Serca Pana Jezusa w Krakowie (Dębniki)
Parafia Najświętszego Serca Pana Jezusa w Krakowie – parafia rzymskokatolicka należąca do dekanatu Kraków-Salwator archidiecezji krakowskiej w Pychowicach przy ulicy Wzgórze.

## Historia parafii
Początkowo Pychowice należały do parafii św. Stanisława na Skałce, a następnie w połowie XIX wieku do parafii św. Józefa w Podgórzu. Kiedy w roku 1918 ks. kardynał Adam Sapieha oddał duszpasterstwo Dębnik Zgromadzeniu Salezjańskiemu, wtedy Pychowice zostały włączone do nowo utworzonej parafii św. Stanisława Kostki w Dębnikach.
15 sierpnia 1958 roku arcybiskup krakowski Eugeniusz Baziak erygował tu parafię Najświętszego Serca Pana Jezusa, obejmującą Pychowice, Kostrze i Bodzów.
Budowa kościoła parafialnego została ukończono w 1962 roku, a poświęcenia dokonał ks. biskup Julian Groblicki 23 maja 1962 r. Ponadto parafii podlegają dwie kaplice – w Kostrzu i Bodzowie. Obecnie w parafii trwa budowa nowego kościoła parafialnego.

### Duszpasterze
- Ks. Jerzy Kanton (1972–1981)
- Ks. Władysław Nowak (1981–1989)
- Ks. Jan Krawiec (1989–1998)
- Ks. Marian Niedziela (1998–2007)
- Ks. Jacek Ryłko (2007–2019)
- Ks. Robert Bieleń (od 2019)

### Ulice należące do parafii
Bażanki, Bodzowska, Bobrowa, Bojanówka, Brzask, Ćwikłowa, Dąbrowa, Ekielskiego, Falista, Fosa, Gronostajowa, Harasymowicza, Jachimeckiego, Jemiołowa, Kolna, Kostrzecka, Krasowa, Krzewowa, Księżarskiego, Na Leszczu, Moraczewskiego, Nierówna, Odrzywolskiego, Pokutyńskiego, św. Piotra, Przełom, Prylińskiego, Pustelnia, Rodzinna, Skalica, Sodowa, prof. Jana Slaskiego, Słońskiego, Talowskiego, Tyniecka nr 46‑146 i 49‑197, Widłakowa, Wielkanocna, Wzgórze, Zaciernie, Zakrzowiecka.